# Efecto Hall cuántico
El efecto Hall cuántico (o el efecto Hall cuántico entero) es una versión de la mecánica cuántica del efecto Hall, observado en sistemas bidimensionales con electrones sometidos a bajas  temperaturas y fuertes campos magnéticos, en la que la conductividad σ toma los valores cuantizados

{\displaystyle \sigma =\nu \;{\frac {e^{2}}{h}}}

donde:
- e es la  carga elemental
- h es la constante de Planck. El prefactor
- ν,  conocida como el "factor de relleno", puede tener cualquier número entero (ν = 1, 2, 3,...) o valor fraccional (ν = 1/3, 2/5, 3/7, 2/3, 3/5, 1/5, 2/9, 3/13, 5/2, 12/5...).

Pueden distinguirse tanto el efecto Hall cuántico entero como el efecto Hall cuántico fraccionario, dependiendo de si ν es un entero o una fracción cuántica, respectivamente. El efecto Hall cuántico entero se entiende muy bien y puede explicarse simplemente en términos de orbitales de partículas solas, de un electrón en un campo magnético (véase cuantización de Landau). El efecto Hall cuántico fraccionario es más complicado, ya que su existencia se basa fundamentalmente en las interacciones electrón–electrón. También se entiende muy bien como efecto Hall cuántico entero, no de electrones sino de compuestos de flujo de carga conocidos como fermiones compuestos.

## Aplicaciones
La cuantización de la conductancia de Hall tiene la importante propiedad de ser increíblemente precisa. Las medidas reales de la conductancia han resultado ser enteras o múltiplos fraccionarios de e2/h en casi una parte de 1 billón. Este fenómeno, denominado "cuantización exacta", ha demostrado ser una sutil manifestación del principio de invariancia de norma. Ha permitido la definición de una nueva práctica estándar para la resistencia eléctrica, basada en la cuantía de la resistencia dada por la constante de von Klitzing RK = h/e2  = 25812.807557(18) Ω. Esta es llamada así por Klaus von Klitzing, el descubridor de la cuantización exacta. Desde 1990, un valor fijo convencional RK-90 se utiliza en calibraciones de resistencia en todo el mundo. El efecto Hall cuántico proporciona también una determinación independiente y extremadamente precisa de la constante de estructura fina, una cantidad de importancia fundamental en electrodinámica cuántica.

## Historia
La cuantización entera de la conductancia de Hall, originalmente fue predicha por Ando, Matsumoto y Uemura en 1975, sobre la base de un cálculo aproximado que ellos mismos no creen que sea verdad. Varios trabajadores posteriormente observaron el efecto en los experimentos llevados a cabo en la capa de inversión de un MOSFET. Sólo en 1980, Klaus von Klitzing, trabajando con muestras desarrolladas por Michael Pepper y Gerhard Dorda, realizó el descubrimiento inesperado de que la conductividad de Hall es exactamente cuantizada. Por este hallazgo von Klitzing fue galardonado con el Premio Nobel de física de 1985. El vínculo entre la cuantización exacta y la invariancia de norma fue encontrado posteriormente por Robert Laughlin. La mayoría de los experimentos sobre el efecto Hall cuántico entero se ejecutan ahora en heteroestructuras de arseniuro de galio, aunque se pueden utilizar muchos otros materiales semiconductores. En 2007, se dio a conocer el efecto Hall cuántico entero en grafeno a temperaturas tan altas como temperatura ambiente, y en el óxido ZnO-MgxZnx 1O.

## Efecto Hall cuántico entero– niveles de Landau
En dos dimensiones, cuando electrones clásicos son sometidos a un campo magnético, siguen órbitas circulares de ciclotrón. Cuando el sistema es tratado de acuerdo a la mecánica cuántica, estas órbitas están cuantizadas. Para determinar los valores de los niveles de energía se debe resolver la ecuación de Schrödinger.
Dado que el sistema está sujeto a un campo magnético, este debe ser introducido como un vector potencial electromagnético en la ecuación de Schrödinger.
El sistema estudiado es un gas de electrones que se puede mover libremente en las direcciones x e y, pero fuertemente confinado en la dirección z. Luego, se aplica un campo magnético a lo largo de la dirección z y, según el Landau Gauge, el vector potencial electromagnético es {\displaystyle \mathbf {A} =(0,xB,0)} y el potencial escalar es {\displaystyle \phi =0}. Por lo tanto, la ecuación de Schrödinger para una partícula de carga q en este sistema es:
{\displaystyle \left\{{\frac {1}{2m^{*}}}\left[\mathbf {p} -q\mathbf {A} \right]^{2}+V(z)\right\}\psi (x,y,z)=\varepsilon \psi (x,y,z)}
donde {\displaystyle \varepsilon } es la energía total y {\displaystyle \mathbf {p} } es el momento canónico, que es reemplazado por el operador {\displaystyle -i\hbar \nabla }.
Para resolver esta ecuación es posible separarla en dos, ya que el campo magnético solo afecta al movimiento a lo largo de x e y. La energía total, entonces, se convierte en la suma de dos contribuciones {\displaystyle \varepsilon =\varepsilon _{z}+\varepsilon _{xy}}. Las dos ecuaciones correspondientes son:
En el eje z:
{\displaystyle \left[-{\frac {\hbar ^{2}}{2m^{*}}}{\partial ^{2} \over \partial z^{2}}\right]u(z)=\varepsilon _{z}u(z)}
Para simplificar la solución se considera {\displaystyle V(z)} como un pozo infinito, por lo tanto, las soluciones para la dirección z son las energías {\displaystyle \varepsilon _{z}={\frac {n_{z}^{2}\pi ^{2}\hbar ^{2}}{2m^{*}L^{2}}}} {\displaystyle n_{z}=1,2,3...} y las funciones de onda son sinusoidales.
Para las direcciones x e y, la solución de la ecuación de Schrödinger es el producto de una onda plana en la dirección y con alguna función desconocida de x, ya que el potencial vectorial no depende de y, es decir, {\displaystyle \varphi _{xy}=u(x)e^{iky}}. Al sustituir este Ansatz en la ecuación de Schrödinger, se obtiene la ecuación del oscilador armónico unidimensional centrado en {\displaystyle x_{k}={\frac {\hbar k}{eB}}}.
{\displaystyle \left[-{\frac {\hbar ^{2}}{2m^{*}}}{\partial ^{2} \over \partial x^{2}}+{\frac {1}{2}}m^{*}w_{c}^{2}(x+l_{B}^{2}k)^{2}\right]u(x)=\varepsilon _{xy}u(x)}
donde {\displaystyle w_{c}={\frac {eB}{m^{*}}}} se define como la frecuencia del ciclotrón y {\displaystyle l_{B}^{2}={\frac {\hbar }{eB}}} la longitud magnética.
Las energías son:
{\displaystyle \varepsilon _{xy}\equiv \varepsilon _{n}=\hbar w_{c}\left(n+{\frac {1}{2}}\right)} {\displaystyle n=1,2,3...}
Y las funciones de onda para el movimiento en el plano xy son dadas por el producto de una onda plana en y y los polinomios de Hermite, que son las funciones de onda de un oscilador armónico.
De la expresión de los niveles de Landau se advierte que la energía depende únicamente de {\displaystyle n}, no de {\displaystyle k}. Los estados con la misma {\displaystyle n} pero diferente {\displaystyle k} están degenerados. La densidad de estados colapsa en la constante para el gas electrónico bidimensional (densidad de estados por unidad de superficie en una energía dada teniendo en cuenta la degeneración debida al spin {\displaystyle n(\varepsilon )={\frac {m^{*}}{\pi \hbar ^{2}}}}) en una serie de funciones {\displaystyle \delta } llamadas niveles de Landau separadas por un {\displaystyle \Delta \varepsilon _{xy}=\hbar w_{c}}. En un sistema real, sin embargo, los niveles de Landau adquieren un ancho {\displaystyle \Gamma ={\frac {\hbar }{\tau _{i}}}} donde {\displaystyle \tau _{i}} es el tiempo entre eventos de dispersión. Normalmente se asume que la forma precisa de los niveles de Landau es una función gaussiana o lorentziana.
Otra característica es que las funciones de onda forman bandas paralelas en la dirección {\displaystyle y} separadas uniformemente a lo largo del eje {\displaystyle x}, a lo largo de las líneas de {\displaystyle \mathbf {A} }. Dado que no hay nada especial en ninguna dirección en el plano {\displaystyle xy}, si el potencial del vector se eligiera de manera diferente, se debería encontrar una simetría circular.
Dada una muestra de dimensiones {\displaystyle L_{x}\times L_{y}} y aplicando las condiciones de límite periódicas en la dirección {\displaystyle y}, y {\displaystyle k={\frac {2\pi }{L_{y}}}j} siendo {\displaystyle j} un entero, se obtiene que cada potencial parabólico está colocado en un valor {\displaystyle x_{k}=l_{B}^{2}k}.

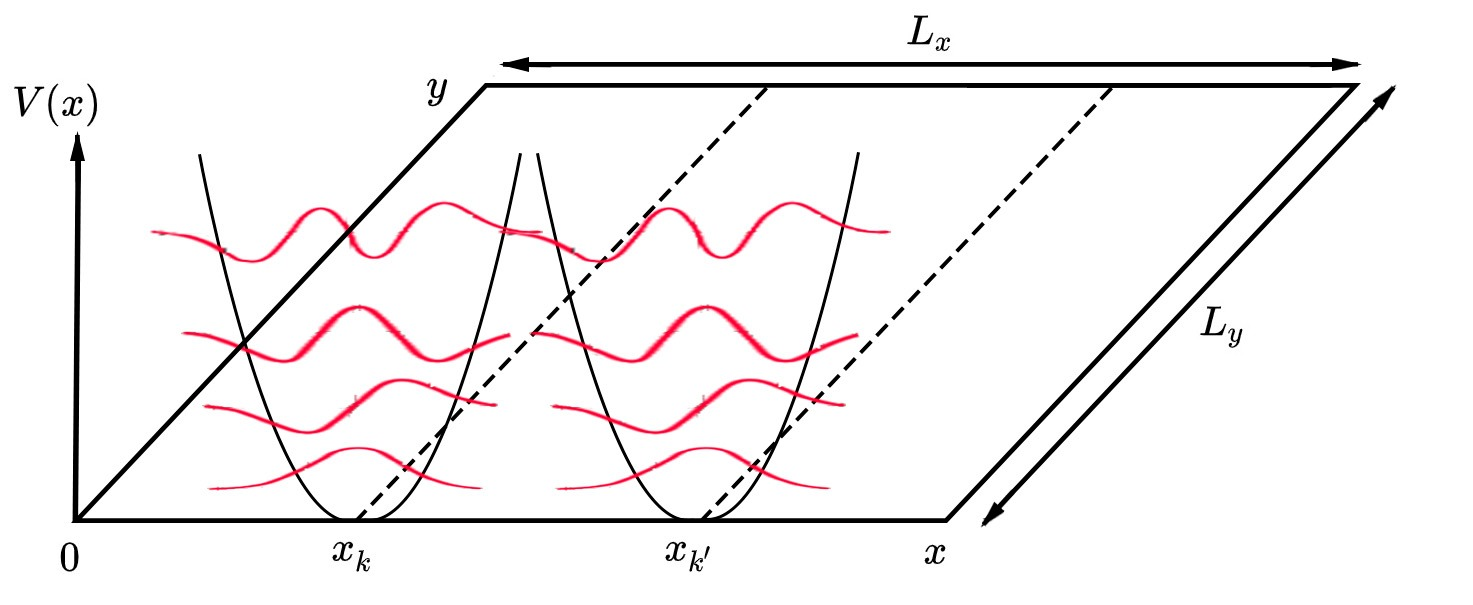
Potenciales parabólicos a lo largo del eje centrados en con las primeras funciones de onda correspondientes a un confinamiento de pozo infinito en la dirección. En la dirección hay ondas planas viajeras.

El número de estados para cada Nivel de Landau y {\displaystyle k} se pueden calcular a partir de la relación entre el flujo magnético total que pasa a través de la muestra y el flujo magnético correspondiente a un estado.
{\displaystyle N_{B}={\frac {\phi }{\phi _{0}}}={\frac {BA}{BL_{y}\Delta x_{k}}}={\frac {A}{2\pi l_{B}^{2}}}{\begin{array}{lcr}&l_{B}&\\&=&\\&&\end{array}}{\frac {AeB}{2\pi \hbar }}{\begin{array}{lcr}&w_{c}&\\&=&\\&&\end{array}}{\frac {m^{*}w_{c}A}{2\pi \hbar }}}
Por lo tanto, la densidad de estados por unidad de superficie es {\displaystyle n_{B}={\frac {m^{*}w_{c}}{2\pi \hbar }}}
Se puede observar la dependencia de la densidad de estados con el campo magnético. Cuanto más grande es el campo magnético, más estados hay en cada nivel de Landau. Como consecuencia, hay más confinamiento en el sistema ya que se ocupan menos niveles de energía.
Reescribiendo la última expresión como {\displaystyle n_{B}=\hbar w_{c}{\frac {m^{*}}{\pi \hbar ^{2}}}} queda claro que cada nivel de Landau contiene tantos estados como un 2DEG en un {\displaystyle \Delta \varepsilon =\hbar w_{c}}
Dado el hecho de que los electrones son fermiones, para cada estado disponible en los niveles de Landau le corresponden dos electrones, un electrón con cada valor para los espines {\displaystyle s=\pm {\frac {1}{2}}}. Sin embargo, si se aplica un gran campo magnético, debido al momento magnético asociado con la alineación del espín con dicho campo, las energías se dividen en dos niveles. La diferencia en las energías es {\displaystyle \Delta E=\pm {\frac {1}{2}}g\mu _{B}B} siendo {\displaystyle g} un factor que depende del material ({\displaystyle g=2} para electrones libres) y {\displaystyle \mu _{B}} el magnetón de Bohr. El signo {\displaystyle +} se toma cuando el espín es paralelo al campo y {\displaystyle -} cuando es perpendicular. Este hecho llamado división de espín (spin splitting) implica que la densidad de estados para cada nivel se reduce a la mitad. Hay que tener en cuenta que {\displaystyle \Delta E} es proporcional al campo magnético, por lo tanto, cuanto más grande es el campo magnético, más relevante es la división.

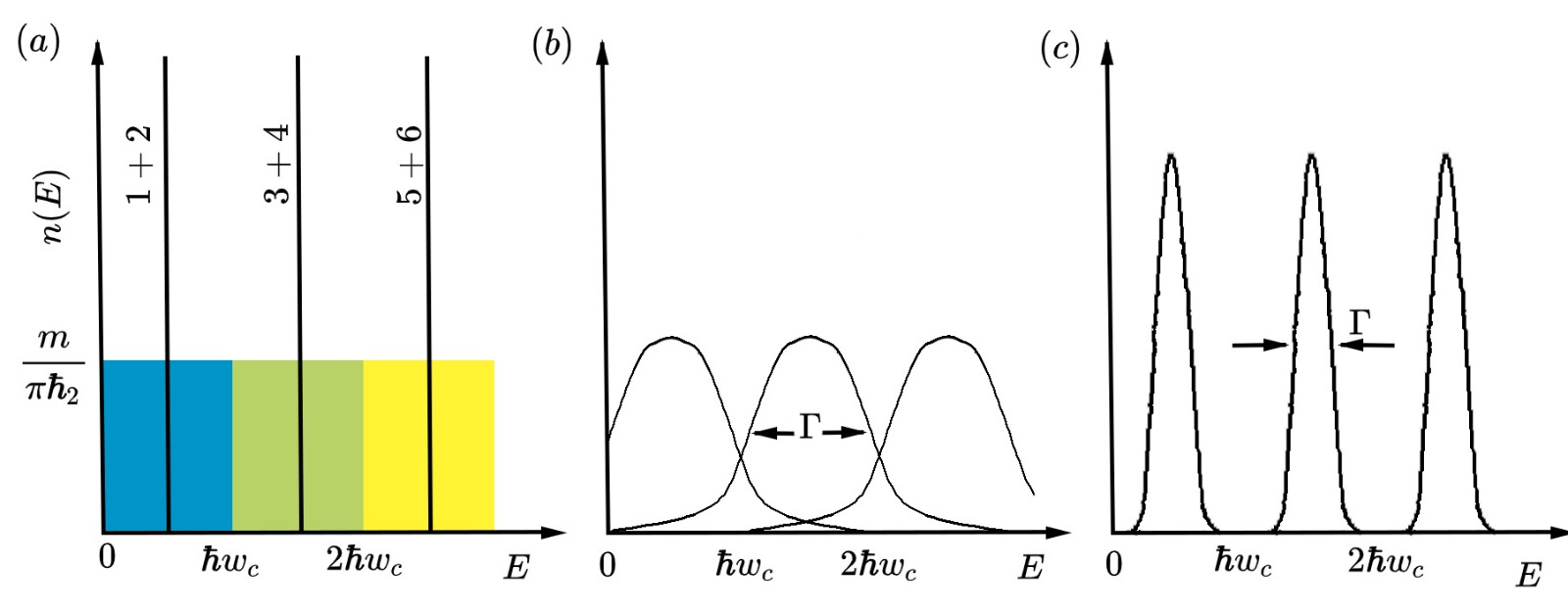
Densidad de estados en un campo magnético, sin tener en cuenta el spin splitting. (a) Los estados en cada rango son apretados en un nivel de Landau de función. (b) Los niveles de Landau en una perspectiva más realista tienen un ancho no nulo y se superponen si. (c) Los niveles se vuelven distintivos cuando.

Para obtener el número de niveles de Landau ocupados, se define el llamado factor de relleno (filling factor) {\displaystyle \nu } como la relación entre la densidad de estados en un 2DEG y la densidad de estados en los niveles de Landau.
{\displaystyle \nu ={\frac {n_{2D}}{n_{B}}}={\frac {hn_{2D}}{eB}}}
En general, el factor de relleno {\displaystyle \nu } no es un entero. Este resultará un número entero cuando haya un número exacto de niveles de Landau llenos. En cambio, se convierte en un no entero cuando el nivel superior no está completamente ocupado. Ya que {\displaystyle n_{B}\propto B}, al aumentar el campo magnético, los niveles de Landau se elevan en energía y aumenta el número de estados en cada nivel, por lo que menos electrones ocupan el nivel superior hasta que este se vacía. Si el campo magnético sigue aumentando, eventualmente, todos los electrones estarán en el nivel más bajo de Landau ({\displaystyle \nu <1}) y esto se llama límite cuántico magnético.

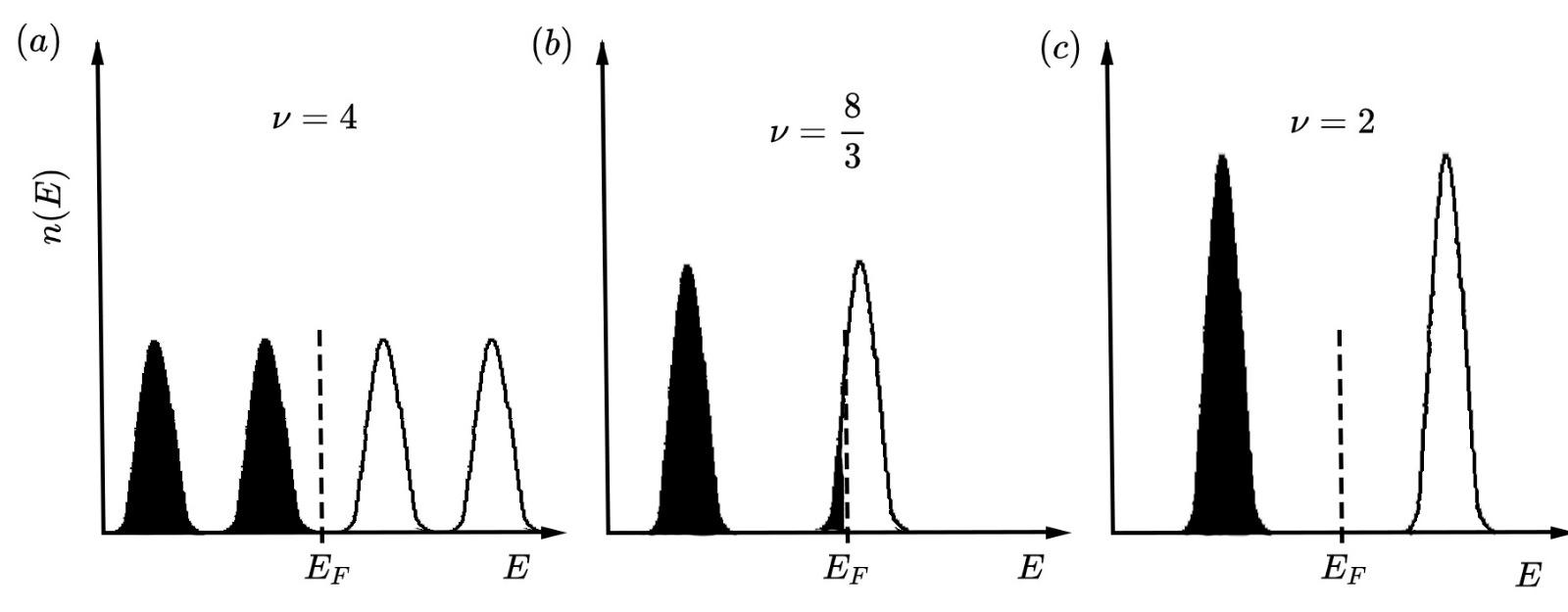
Ocupación de los niveles de Landau en un campo magnético sin tener en cuenta el spin splitting, mostrando cómo se mueve el nivel de Fermi para mantener una densidad constante de electrones. Los campos están en la proporción y tienen un y.

Es posible relacionar el factor de relleno con la resistividad y, por lo tanto, con la conductividad del sistema:
Resistividad longitudinal
Cuando {\displaystyle \nu } es un número entero, la energía de Fermi se encuentra entre los niveles de Landau, donde no hay estados disponibles para los portadores, por lo que la conductividad se vuelve cero (se considera que el campo magnético es lo suficientemente grande como para que no haya solapamiento entre los niveles de Landau, de lo contrario habría pocos electrones y la conductividad sería aproximadamente {\displaystyle 0}). En consecuencia, la resistividad también se vuelve cero (en campos magnéticos muy altos se puede demostrar que la conductividad y la resistividad longitudinales son proporcionales).
En cambio, cuando {\displaystyle \nu } es un semientero, la energía de Fermi se encuentra en el pico de la distribución de densidad de algún nivel de Fermi. Esto significa que la conductividad estará en un máximo.
Esta distribución de mínimos y máximos corresponde a las oscilaciones cuánticas llamadas oscilaciones de Shubnikov-de Haas, que se vuelven más relevantes a medida que aumenta el campo magnético. Obviamente, la altura de los picos es mayor a medida que aumenta el campo magnético, ya que la densidad de estados aumenta con el campo, por lo que hay más portadores que contribuyen a la resistividad. Es interesante observar que, si el campo magnético es muy pequeño, la resistividad longitudinal es una constante, lo que significa que se obtiene el resultado clásico.
Resistividad transversal

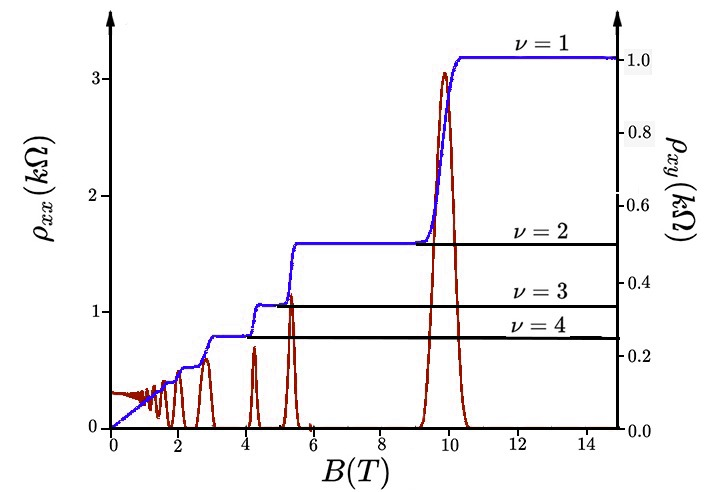
Resistividad (Hall) longitudinal y transversal, y, de un gas electrónico bidimensional en función del campo magnético. El recuadro muestra dividido por la unidad cuántica de conductancia en función del factor de relleno.

De la relación clásica de la resistividad transversal {\displaystyle \rho _{xy}={\frac {B}{en_{2D}}}} y sustituyendo {\displaystyle n_{2D}=\nu {\frac {eB}{h}}} se encuentra la cuantificación de la resistividad y conductividad transversales:
{\displaystyle \rho _{xy}={\frac {h}{\nu e^{2}}}\Rightarrow \sigma =\nu {\frac {e^{2}}{h}}}
Se puede concluir, entonces, que la resistividad transversal es un múltiplo de la inversa de la llamada conductancia cuántica {\displaystyle e^{2}/h}. Sin embargo, en los experimentos se observa una meseta entre los niveles de Landau, lo que indica que hay portadores entre dichos niveles. Estos portadores se localizan, por ejemplo, en impurezas del material, donde están atrapados en órbitas, no pudiendo contribuir así a la conductividad. Es por eso que la resistividad permanece constante entre los niveles de Landau. Nuevamente, si el campo magnético disminuye, se obtiene el resultado clásico en el que la resistividad es proporcional al campo magnético.

## Matemáticas

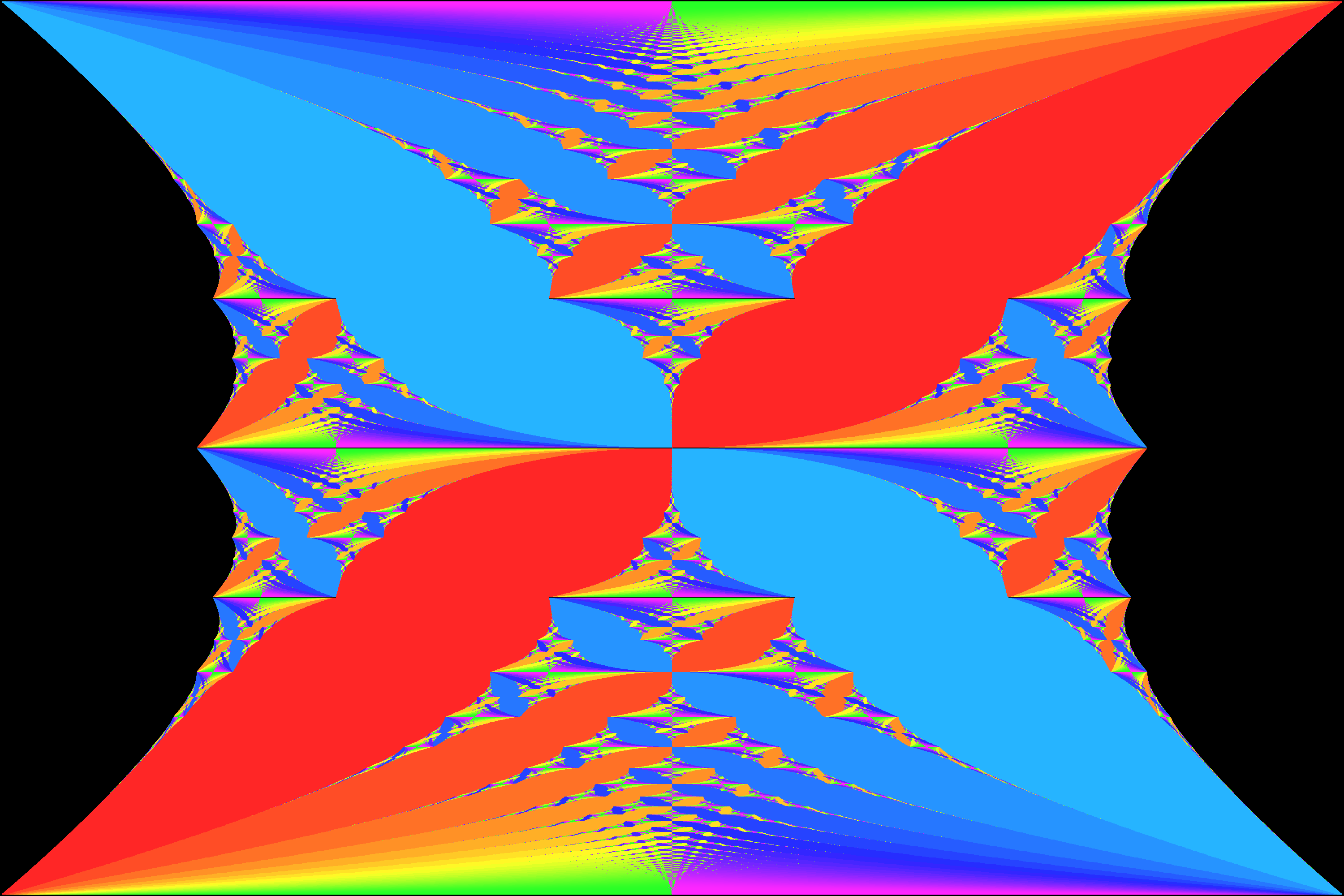
Mariposa de Hofstadter

Los números enteros que aparecen en el efecto Hall son ejemplos de  números cuánticos topológicos. Son conocidos en matemáticas como los primeros números de Chern y están estrechamente relacionados con la fase de Berry. Un modelo llamativo de mucho interés en este contexto es el modelo de Azbel-Harper-Hofstadter cuyo diagrama de fase cuántico es la mariposa de Hofstadter, que se muestra en la figura. El eje vertical es la fuerza del campo magnético y el eje horizontal es el potencial químico, que fija la densidad de electrones. Los colores representan las conductancias de Hall entero. Colores cálidos representan números enteros positivos y colores fríos enteros negativos. El diagrama de fases es fractal y tiene estructura en todas las escalas. En la figura hay una evidente autosimilitud.
En cuanto a mecanismos físicos, impurezas o estados concretos (por ejemplo, las corrientes de borde) son importantes para los efectos 'entero' y el 'fraccionario'. Además, la interacción de Coulomb también es esencial en el efecto Hall cuántico. La gran similitud observada entre los efectos de Hall cuántico entero y fraccional, se explica por la tendencia de los electrones a formar estados ligados con un número par de cuantos de flujo magnético, llamados  fermiones compuestos .